# Черногорская
Черногорская (коми Черногорскӧй) — деревня в Усть-Цилемском районе Республики Коми России. Входит в состав сельского поселения Замежная.

## История
По состоянию на 1920 год, в деревне имелось 33 двора (32 русских и 1 зырянский) и проживало 143 человека (57 мужчин и 86 женщин). В административном отношении деревня входила в состав Замежного общества Пижемой волости Печорского уезда.

## География
Деревня находится в северо-западной части Республики Коми, преимущественно на правом берегу реки Нерицы, на расстоянии примерно 46 километров (по прямой) к юго-юго-востоку (SSE) от села Усть-Цильма, административного центра района. Абсолютная высота — 77 метров над уровнем моря.
Часовой пояс
Черногорская, как и вся Республика Коми, находится в часовой зоне МСК (московское время). Смещение применяемого времени относительно UTC составляет +3:00.

## Население
| 2010 |
| ---- |
| 79   |

Гендерный состав
По данным Всероссийской переписи населения 2010 года в гендерной структуре населения мужчины составляли 51,9 %, женщины — соответственно 48,1 %.
Национальный состав
Согласно результатам переписи 2002 года, в национальной структуре населения русские составляли 95 % из 134 чел.

## Улицы
Уличная сеть деревни состоит из двух улиц и двух переулков.